# Strzałków (gmina)
Strzałków (od 1973 Lisków) – dawna gmina wiejska istniejąca do 1954 roku w woj. łódzkim i poznańskim. Nazwa gminy pochodzi od wsi Strzałków, lecz siedzibą władz gminy był Lisków.
Na początku okresu międzywojennego gmina Strzałków należała do powiatu tureckiego w woj. łódzkim. 1 lipca 1922 roku gminę przyłączono do powiatu kaliskiego w tymże województwie. 1 kwietnia 1938 roku gminę wraz z całym powiatem kaliskim przeniesiono do woj. poznańskiego.
Po wojnie gmina zachowała przynależność administracyjną. Według stanu z dnia 1 lipca 1952 roku gmina składała się z 19 gromad: Annopol, Budy Liskowskie, Chrósty, Ciepielów, Józefów, Lisków, Lisków-Rzgów, Madalin, Małgów, Małgów kol., Nadzież, Pyczek, Strzałków, Swoboda, Wygoda, Zakrzyn, Zakrzyn kol., Zakrzyn-Baranek i Żychów.
Jednostka została zniesiona 29 września 1954 roku wraz z reformą wprowadzającą gromady w miejsce gmin. Po reaktywowaniu gmin z dniem 1 stycznia 1973 roku gminy Strzałków nie przywrócono, utworzono natomiast jej terytorialny odpowiednik, gminę Lisków w tymże powiecie i województwie.